# بوب مكنمارا (لاعب كرة قاعدة)
بوب مكنمارا (بالإنجليزية: Bob McNamara)‏ هو لاعب كرة قاعدة أمريكي، ولد في 19 سبتمبر 1916 في دنفر في الولايات المتحدة، وتوفي في 9 مارس 2011 في رانشو برناردو ‏ في الولايات المتحدة.